# П'єтрошица (комуна)
П'єтрошица (рум. Pietroșița) — комуна у повіті Димбовіца в Румунії. До складу комуни входять такі села (дані про населення за 2002 рік):
- Дялу-Фрумос (1055 осіб)
- П'єтрошица (2286 осіб)

Комуна розташована на відстані 98 км на північний захід від Бухареста, 29 км на північ від Тирговіште, 53 км на південь від Брашова.

## Населення
За даними перепису населення 2002 року у комуні проживала 3341 особа.
Національний склад населення комуни:
| Національність | Кількість осіб | Відсоток |
| -------------- | -------------- | -------- |
| румуни         | 3318           | 99,3%    |
| угорці         | 23             | 0,7%     |

Рідною мовою назвали:
| Мова      | Кількість осіб | Відсоток |
| --------- | -------------- | -------- |
| румунська | 3316           | 99,3%    |
| угорська  | 23             | 0,7%     |
| німецька  | 2              | 0,1%     |

Склад населення комуни за віросповіданням:
| Релігія       | Кількість осіб | Відсоток |
| ------------- | -------------- | -------- |
| православні   | 3320           | 99,4%    |
| адвентисти    | 14             | 0,4%     |
| римо-католики | 5              | 0,1%     |
| реформати     | 2              | 0,1%     |